# Fabio Coala
Pour les articles homonymes, voir Coala.
Fabio Coala est un artiste de bande dessinée brésilien. Après cinq années à travailler comme pompier, il crée le site Mentirinhas (Les Petits Mensonges) dans lequel il publie, depuis 2010, des webcomics avec des personnages différents. L'un des personnages principaux est O Monstro (Le Monstre), un monstre jouet qui aide les enfants ayant des problèmes en devenant un vrai monstre pour eux,. Le premier roman graphique de O Monstro a été publié en 2013 après une campagne de financement participatif réussie et, l'année suivante, le livre a remporté le Troféu HQ Mix (le plus important prix de la bande dessinée brésilienne) dans la catégorie « Meilleure publication indépendante »,. Une bande dessinée de Coala intitulée Perfeição (Perfection) a également été adaptée en 2014 comme un court métrage d'animation de Jacob Frey et Markus Kranzler. Le film, intitulé The Present, a remporté 77 prix de plusieurs festivals de films et a été acclamé par la critique,.